# Jean Fautrier
Jean Fautrier (Paris, 16 de maio de 1898 – 21 de julho de 1964) foi um pintor e escultor francês.